# Lek-lek (revista)
"Lek-lek" (en azerí: "Lək-lək" jurnalı) fue una revista literaria publicada en el año 1914 en la ciudad de Ereván.

## Historia
El primer número de la revista "Lek-lek" se publicó el 22 de febrero de 1914 en la ciudad de Ereván. La revista "Lek-lek", que se publicó hasta el 30 de junio del mismo año y solo se publicaron 12 números, es una transliteración del alfabeto árabe. La revista continuó las tradiciones de la escuela literaria "Molla Nasraddin".
Los editores de la revista fueron Mir Mahammad Mir Fatullayev y Jabbar Asgarzade. La revista se imprimió en la imprenta "Luys" en Ereván. Hay notas del autor sobre la suspensión de su publicación. "Lek-lek" fue el primer órgano de prensa publicado en idioma turco en Armenia, una revista de humor semanal.
En el año 1913 el gobernador de Iravan permitió a Mir Mahammad Mir Fatullayev y Jabbar Asgarzade la publicación de la revista "Lek-lek" el 21 de enero de 1914. En la revista se imprimieron los artículos principales, poesía, asuntos urbanos, noticias del Cáucaso, telegramas, noticias nacionales y extranjeras, columna, representación, anuncios.